# Мансуров, Эльшан Мамед оглы
Мансуров Эльшан Мамед оглы (род. 30 декабря 1962, Сумгаит) — музыкант, исполнитель на кеманче, Народный артист Азербайджанской Республики (2020)

## Биография
Эльшан Мамед оглы Мансуров родился 30 декабря 1962 года в городе Сумгаит. Родом из Газахского района. Обучался в Азербайджанской государственной консерватории имени Узеир Гаджибекова в классе каманчи под руководством Агачебраила Абасалиева (1985—1990). С 2000 года преподает искусство игры на каманче в консерватории.
В период обучения он стал лауреатом различных конкурсов, проводившихся в республике. В 1986 году на первом международном конкурсе имени Узеир Гаджибекова, прошедшем в Баку, занял первое место. С 1986 года начал сотрудничество с ханендэ Алимом Гасымовым. Вместе они занимались популяризацией азербайджанского мугама во многих странах мира, включая Америку, Францию, Германию, Англию, Бельгию, Нидерланды, Испанию, Данию, Швецию, Швейцарию, Финляндию, Италию, Бразилию, Иран, Турцию, Марокко, Тунис и Россию.
Мансуров неоднократно участвовал в Днях культуры Азербайджана в Москве, в международных проектах, организованных Министерством культуры, а также в государственных мероприятиях. В 2000 году он создал детскую группу мугама «Азери» и выступил на Expo-2000 в Ганновере, Германия.
С 2002 года является членом Всемирного ансамбля «Atlas», базирующегося в Нидерландах. В период с 2004 по 2006 годы выступал с группой «Азери» в ряде европейских стран, а в 2005 году участвовал в Expo-2005 в Нагое, Япония, вместе с группой мугама «Хары Бюльбюль», возглавляемой ханендэ Назакаят Теймуровой.
С 2006 года активно участвует в проекте «Вечный мугам». Является координатором мугамных концертов и проекта по популяризации мугама в различных регионах Азербайджана, организованных ЮНЕСКО в Дворце Ширваншахов в Баку, Ичери-шехер.
В 2007 году удостоен звания «Заслуженный артист Азербайджанской Республики». 30 декабря 2020 года за заслуги в развитии национального музыкального образования был удостоен звания «Народный артист Азербайджанской Республики».

## Фильмография
- Газельхан (1991)
- Неизвестный звук (1997)